# Sumbilca
O Distrito peruano de Sumbilca é um dos doze distritos que formam a Província de Huaral, situada na Região de Lima.

## Transporte
O distrito de Sumbilca é servido pela seguinte rodovia:
- PE-20C, que liga o distrito de Aucallama (Região de Lima) à cidade de Huayllay (Região de Pasco)
- LM-109, que liga a cidade de Huaral ao distrito de Lampian
- LM-110, que liga a cidade ao distrito de San Buenaventura
- LM-106, que liga a cidade ao distrito de Sayán[2][3][4]